# Wiki Loves Earth
Wiki Loves Earth, littéralement « Wiki aime la Terre », est un concours photographique international se tenant annuellement en mai, dont l'objectif est de mettre en valeur le patrimoine naturel. Depuis sa création en 2013 en Ukraine, l’événement encourage les gens à prendre des photos sur le thème du patrimoine naturel, puis à les téléverser sur la médiathèque Wikimedia Commons.

## Règlement
Le concours Wiki Loves Earth se déroule chaque année du 1er au 31 mai. Les participants doivent téléverser leurs photos dans le répertoire de Wikimedia Commons durant cette période, quelle que soit la date de prise de vue, pour autant que les photos sont prises par les participants eux-mêmes et que ceux-ci acceptent les termes de la licence libre CC BY-SA 3.0.
Les participations au concours se font pays par pays, organisées en général par les associations Wikimédia locales. Chaque jury national soumet ensuite un maximum de 10 photos au jury international. Les règles de sélection des meilleures photos sont détaillées dans le rapport du jury publié pour chaque édition sur Wikimedia Commons. Pour la première fois en 2019, les membres du jury ne doivent pas faire partie des pays participants.
Chaque année à partir du mois de septembre, un jury international sélectionne les meilleures photos parmi un maximum de 10 photos préalablement sélectionnées par les jurys de chaque pays participant, en général au mois de juin.

## Histoire

Pays ayant participé à Wiki Loves Earth entre 2013 et 2017.

Après la première édition en 2013, organisée par l'Ukraine et limitée à cet unique pays, l'édition suivante devient internationale avec 15 pays participants. La France ne participe qu'à partir de l'édition 2015 et jusqu'en 2019.
L'édition 2016 permet de récolter plus de 115 000 photos, grâce à plus de 13 600 participants de 26 pays. S'ajoute pour la première fois à ces pays la collaboration avec l'UNESCO pour photographier les réserves naturelles de biosphère réparties dans 120 pays dans le monde.
En 2017 près de 132 000 photos de sites naturels protégés sont récoltées, grâce à plus de 15 200 participants de 36 pays. Cette édition voit pour la première fois la participation du Bangladesh, du Canada, de l'Indonésie et de la Norvège.
Lors de l'édition de 2018, près de 90 000 photos de sites naturels protégés sont soumises au vote, par plus de 7 600 participants de 32 pays. Cette édition voit pour la première fois la participation du Chili, de l'Italie, de la Jordanie et des Philippines.
Lors de l'édition de 2019, près de 90 000 photos de sites naturels protégés sont soumises au vote, par plus de 9 500 participants, dont 8 250 nouveaux contributeurs, de 37 pays. Cette édition marque un record de recrutement de nouveaux utilisateurs, avec pour la première fois la participation du Bénin, de la Colombie, de la Guinée-Bissau, de la Malaisie, du Sri Lanka, de la Tanzanie et de l'Ouganda.
Lors de l'édition de 2020, près de 106 240 photos de sites naturels protégés sont soumises au vote, par plus de 9 095 participants dans 34 pays.
La huitième édition en 2021 compte 34 pays ou territoires participants, dont les Émirats arabes unis et le Pays de Galles qui participent pour la première fois. Environ 4300 participants ont soumis au vote environ 64000 photos de sites naturels protégés, dont 390 ont été sélectionnées pour n'en choisir finalement que 20. Pour la première fois les gagnants du concours sont départagés en deux catégories :
- les paysages, incluant les arbres isolés considérés comme monuments naturels
- les plans rapprochés d'animaux, de plantes et de champignons.

En 2021, 20 photos sont sélectionnées parmi 390 proposées par les jurys nationaux.

## Gagnants

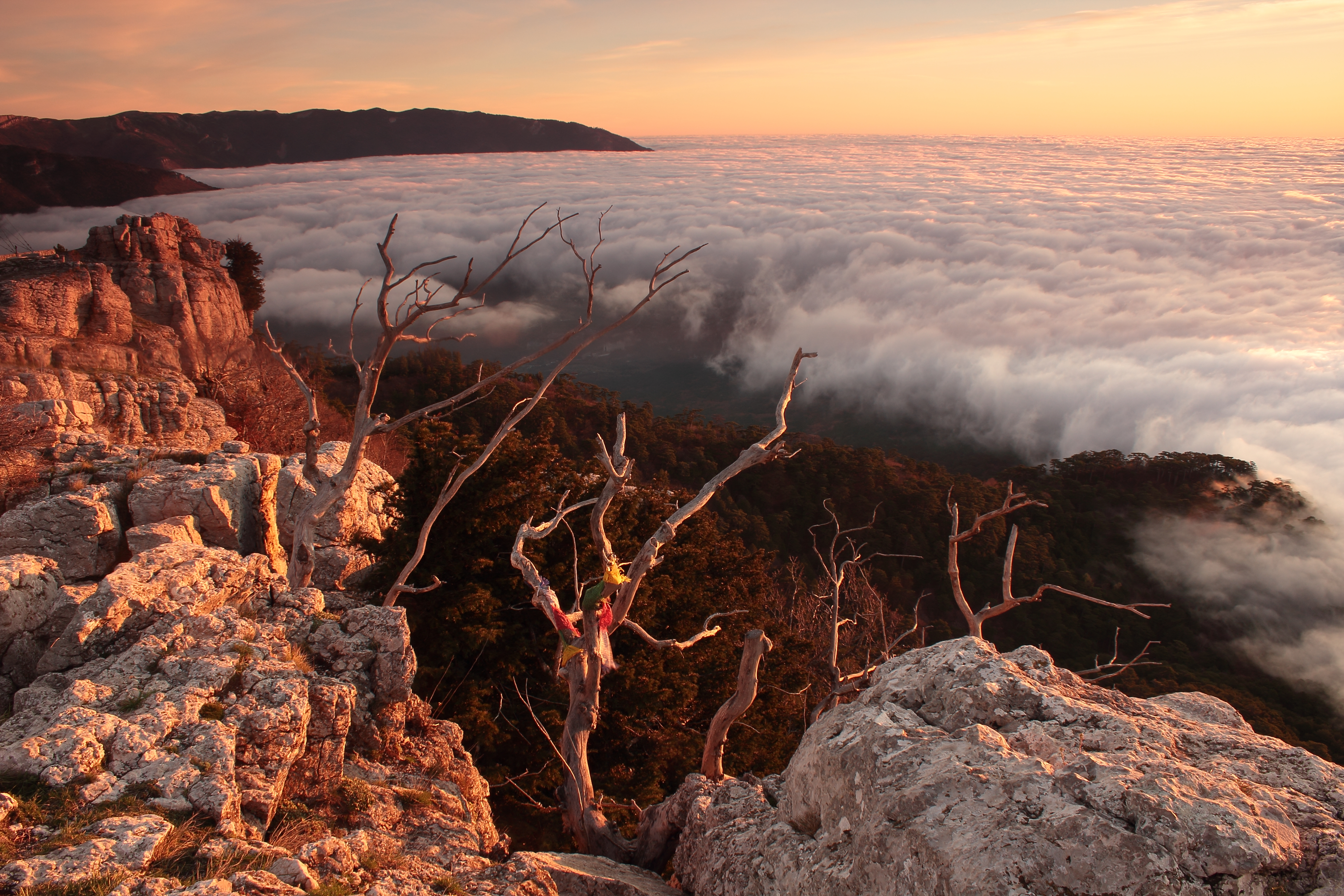
La première œuvre primée (2013) est une photographie d'un lever du jour dans la réserve naturelle de Aï-Petri Yaila.

- 2013 : Katia Krasnikaïa pour une photographie d'un lever du jour dans la réserve naturelle de Aï-Petri Yaila[9].
- 2014 : Balkhovitin pour une vue du parc naturel national des Carpates depuis le mont Hoverla, plus haute montagne d'Ukraine[10].
- 2015 : Zaeem Siddiq pour une vue de la station de Shangrila, dans la vallée de Skardu, située dans le parc national du Karakoram central au Pakistan[11].
- 2016 : Cedomir Zarkovic pour une photographie de la grotte Stopića près de Sirogojno, sur les pentes du mont Zlatibor dans les Alpes dinariques, en Serbie[12].
- 2017 : Sergueï Pesterev pour une photographie de l'île Ogoï sur le lac Baïkal en hiver, dans le Parc national Pribaikalsky, en Russie[13].
- 2018 : Ekaterina Vasyagina pour une photographie des orgues basaltiques du Cap Stolbchaty à Kounachir, dans la réserve naturelle de Kourilski[14].
- 2019 : Sven Damerow pour une photographie d'un caloptéryx splendide dans la réserve naturelle de Gülper See, Allemagne[15].
- 2020 : Touhid Biplob pour une photographie d'étourneaux à tête grise (Sturnia malabarica) dans le parc national de Satchari, Bangladesh[16].
- 2021 :
  - Catégorie Paysages : Luís Afonso pour une photographie de la plage d'Abano au coucher du soleil, dans le parc naturel de Sintra-Cascais, district de Lisbonne au Portugal[17] ;
  - Catégorie Macro : Maria Obidina pour une photographie d'un escargot sur une fleur de pissenlit, dans la forêt de Ropcha, en Russie[18].